# Azot Gorłówka Dolna
Azot Gorłówka Dolna (ukr. Футбольний клуб «Азот» Нижня Горлівка, Futbolnyj Kłub "Azot" Nyżnia Horliwka) – ukraiński klub piłkarski z siedzibą w Gorłowce Dln., w obwodzie donieckim.

## Historia
Chronologia nazw:
- 193?—19??: Azot Gorłówka Dolna (ukr. «Азот» Нижня Горлівка)

Drużyna piłkarska Azot Gorłówka Dolna została założona w mieście Gorłówka Dln. w latach 30. XX wieku. W 1938 klub debiutował w rozgrywkach Pucharu ZSRR. Potem kontynuował występy w rozgrywkach Mistrzostw i Pucharu obwodu donieckiego, dopóki nie został rozwiązany.

## Sukcesy
- Puchar ZSRR:

1/256 finału: 1938